# Cerro Daudet
El cerro Daudet es una montaña de las estribaciones del este de la cordillera de los Andes en la Patagonia, ubicada en el borde oriental del Campo de Hielo Patagónico Sur, en el límite entre Argentina y Chile.  Del lado argentino el cerro se halla en las cercanías del parque nacional Los Glaciares en la provincia de Santa Cruz, que fue declarado Patrimonio de la Humanidad por la Unesco en 1981. Del lado chileno forma parte desde 1959 del parque nacional Torres del Paine de la Región de Magallanes y Antártica Chilena, declarado reserva de la biosfera por la Unesco en 1978.

## Hito limítrofe
El cerro Daudet es el último hito topográfico que definió el trazado definitivo de la frontera entre Chile y la Argentina en el Campo de Hielo Patagónico Sur, que se estableció el 16 de diciembre de 1998 mediante la firma del Acuerdo para precisar el recorrido del límite desde el Monte Fitz Roy hasta el Cerro Daudet de 1998. El acuerdo mantuvo lo firmado en el Tratado de 1881 entre Argentina y Chile sobre las altas cumbres que dividen aguas y se respetó la divisoria continental de aguas, excepto en algunos sectores en donde se trazaron rectas. Dejó los alrededores del cerro Stokes en territorio chileno estableciendo un corredor de acceso al cerro (cuña) para la Argentina de unos 800 m de ancho, desde el lago Dickson. El cerro Cervantes quedó en territorio argentino, a 6,5 km de los cerros Gardener y Cacique Casimiro, que quedaron como hitos de la frontera.

Sección A: desde el cerro Murallón hasta el cerro Daudet. La línea del límite queda determinada de la siguiente manera: (...) Luego por una recta alcanza el punto O y por otra recta llega al cerro Teniente Feilberg, sigue por la divisoria de aguas hasta el punto P, desde donde mediante segmentos de recta alcanza el punto Q, el Cerro Stokes, los puntos R, S, T y el Cerro Daudet, donde termina su recorrido.